# Castre d'Ovil
El castre d'Ovil es troba al llogaret de Monte, a la freguesia de Paramos, municipi d'Espinho, districte d'Aveiro, a Portugal.(1)

## Història
Aquest castre preromà és datat del segle II ae, s'alça en posició dominant sobre un petit turó orientat cap al sud, a 5 quilòmetres de l'actual Cortegaça. Fou abandonat durant el procés de romanització de la zona, iniciat al segle I.
El jaciment arqueològic va ser identificat al 1981, tot i que se l'esmenta en diversos documents dels segles X, XI, XII i XIII. L'actual topònim "Ovil" prové de la denominació medieval de la presa d'Esmoriz: "llacuna d'Auille", "Ubile" i "Obil".
Està classificat per l'IGESPAR com a Immoble d'Interés Municipal des de 1990.
A la vora del castre hi ha les ruïnes de l'antiga Fàbrica del Castell, destinada a la producció de paper, construïda al 1836 i desactivada al 1975.
La Cambra Municipal d'Espinho planejava construir un centre interpretatiu a la zona, on s'exposarien els artefactes recollits per la investigació arqueològica, des de ceràmiques fins a joies i pedres polides.

## Característiques
Es tracta d'un poblat fortificat que presenta diverses estructures d'habitatge de planta circular.